# Sven Ruygrok
Sven Ruygrok (* 15. Juni 1991 in Johannesburg) ist ein südafrikanischer Schauspieler und Synchronsprecher. Er wurde einem breiten Publikum durch seine Rolle des Rambo in der Spud-Filmtrilogie bekannt.

## Leben
Ruygrok wurde am 15. Juni 1991 in Johannesburg geboren. In seiner Jugend war er Kunstturner und erhielt in dieser Sportart seinen Junior Protea Colours. 2009 machte er seinen Schulabschluss mit dem Full Drama Colors am Beaulieu College. Er übte während seiner Zeit das Amt des stellvertretenden Schulsprechers aus. Bekanntheit erlangte er im Alter von 15 Jahren in der Fernsehwerbung zu den Kellog’s Frosties der Kellogg Company, in der er in mehreren Spots als singendes Kind zu sehen war.
Ab 2010 begann Ruygrok sein Schauspielstudium an der Universität Kapstadt, verschob dieses aber, als er noch im selben Jahr die größere Rolle des Rambo im Film Spud mit John Cleese und Troye Sivan in den Hauptrollen erhielt. Zwischen 2011 und 2012 stellte er in insgesamt 12 Episoden die Rolle des G-Dog in der Fernsehserie Beaver Falls dar. 2013 verkörperte er die Rolle des David Epkeen im Film Zulu – Blutiges Erbe. Im selben Jahr war er außerdem erneut in der Rolle des Rambo in der Fortsetzung Spud 2: The Madness Continues zu sehen. 2014 folgte mit Spud 3: Learning to Fly der Abschluss der Filmreihe, in der er wieder als Rambo zu sehen war. 2016 spielte er die Rolle des Eddie im Film Cinderella Story 4: Wenn der Schuh passt…. 2017 folgte die Rolle des Jeff im Film Girls United – Der große Showdown. 2022 stellte er die Rolle des Dom in sechs Episoden der Fernsehserie Pulse dar. 2023 stellte er in zwei Episoden des Netflix Originals One Piece die Rolle des Piraten-Schwertkämpfers Cabaji dar.

## Filmografie (Auswahl)
- 2010: Spud
- 2011–2012: Beaver Falls (Fernsehserie, 12 Episoden)
- 2012: Lying in Cloud Cuckoo Land (Kurzfilm)
- 2013: Zulu – Blutiges Erbe (Zulu)
- 2013: Spud 2: The Madness Continues
- 2013: House Party: Tonight's the Night
- 2013–2014: Bluestone 42 (Fernsehserie, 2 Episoden)
- 2014: Sophia Grace and Rosie's Royal Adventure
- 2014: Outpost 37 – Die letzte Hoffnung der Menschheit (Outpost 37)
- 2014: Spud 3: Learning to Fly
- 2016: Of Kings and Prophets (Fernsehserie, Episode 1x05)
- 2016: Cinderella Story 4: Wenn der Schuh passt… (A Cinderella Story: If the Shoe Fits)
- 2016: Jamillah and Aladdin (Fernsehserie, Episode 2x03)
- 2017: Girls United – Der große Showdown (Bring It On: Worldwide #Cheersmack)
- 2018: Samson
- 2018: Order of the Dragon (Fernsehfilm)
- 2018: Origin (Fernsehserie, Episode 1x05)
- 2019: Critters Attack!
- 2019: Inside Man: Most Wanted
- 2020: The Empty Man
- 2021: Good Life
- 2021: In 80 Tagen um die Welt (Around the World in 80 Days, Fernsehserie, Episode 1x05)
- 2022: Abraham Lincoln (Miniserie, Episode 1x02)
- 2022: Eraser: Reborn
- 2022: Theodore Roosevelt (Fernsehdokuserie, Episode 1x01)
- 2022: Pulse (Fernsehserie, 6 Episoden)
- 2023: Warrior (Fernsehserie, Episode 3x06)
- 2023: One Piece (Fernsehserie, 2 Episoden)
- 2023: Revelation Road (Fernsehserie, Episode 1x07)
- 2025: Star Trek: Sektion 31